# Emzar Kwicjani
Emzar Kwicjani (Kwiciani) – dowódca lokalnego oddziału samoobrony w wąwozie kodorskim w Abchazji, którego liczył w różnych okresach od 300 do 850 osób. Oddział zwany Monadire ("Myśliwy") sformował się podczas wojny gruzińsko-abchaskiej w celu obrony wąwozu kodorskiego przed atakiem Abchazji. W 1998 oddział uzyskał status jednostki formalnie wchodzącej w skład sił gruzińskiego Ministerstwa Obrony, co oznaczało oficjalne wsparcie ze strony Gruzji (wypłacanie pensji, wyposażanie w broń). W 1999 Kwicjani został mianowany oficjalnym przedstawicielem prezydenta Gruzji, Euduarda Szewardnadzego, w wąwozie. Po dojściu do władzy prezydenta Saakaszwilego Kwicjani stracił status przedstawiciela prezydenta Gruzji, a jego wpływy zaczęły słabnąć. Liczebność jego oddziału była zmniejszana, aż w 2005 rozformowano go. W rzeczywistości jednak członkowie rozwiązanego oddziału zachowali broń i w dalszym ciągu uznawali zwierzchność Kwicjaniego. 25 lipca 2005 Gruzja przeprowadziła w wąwozie kodorskim operację "policyjną" mającą na celu usunięcie Kwicjaniego, który kilka dni wcześniej wypowiedział posłuszeństwo Tbilisi i próbował wywołać bunt przy pomocy Rosjan i Abchazów. Po trzech dniach walk oddział Monadire został rozbrojony, a Kwicjani uciekł do Abchazji lub Rosji.